# Edward Kaufman
Edward Kaufman est un scénariste et producteur américain né le 20 août 1893 à Chicago, Illinois (États-Unis), décédé le 9 janvier 1955 à Los Angeles (États-Unis).

## Filmographie

### comme scénariste
- 1947 : Schéhérazade (Song of Scheherazade)
- 1916 : Soul Mates
- 1929 : Making the Grade
- 1932 : Sea Soldier's Sweeties
- 1933 : Aggie Appleby Maker of Men
- 1934 : Hips, Hips, Hooray!
- 1934 : Cockeyed Cavaliers
- 1934 : La Joyeuse Divorcée (The Gay Divorcee)
- 1935 : Romance in Manhattan
- 1935 : McFadden's Flats (en)
- 1935 : L'Étoile de minuit (Star of Midnight)
- 1935 : Going Highbrow
- 1941 : Ma femme se marie demain (Affectionately Yours)

### Comme producteur
- 1935 : We're Only Human
- 1936 : The Lady Consents
- 1936 : Mon ex-femme détective (The Ex-Mrs. Bradford)
- 1936 : Walking on Air
- 1936 : Smartest Girl in Town
- 1937 : The Life of the Party (en)
- 1937 : Déjeuner pour deux (Breakfast for Two)
- 1937 : SOS vertu ! (Wise Girl) de Leigh Jason
- 1938 : Radio City Revels
- 1939 : News Is Made at Night
- 1939 : Charlie Chan at Treasure Island
- 1939 : Barricade (en)
- 1942 : Embrassons la mariée (They All Kissed the Bride)